# Erzsébet Terézia lotaringiai hercegnő
Erzsébet Terézia lotaringiai hercegnő (Elisabeth-Thérèse de Lorraine) (Lunéville, 1711. október 15. – Torino, 1741. július 3.), a Vaudémont-ház tagja, I. Ferenc német-római császár húga, Lotaringiai Károly Sándor herceg nővére, Mária Terézia sógornője. 1737-től haláláig szárd királyné, savoyai és piemonti hercegné, III. Károly Emánuel szárd–piemonti király harmadik felesége.

## Élete

### Származása, testvérei
Erzsébet Terézia hercegnő a lotaringiai Lunéville-ben született. Édesapja a Vaudémont-házból származó I. Lipót József herceg volt, Lotaringia és Bar uralkodó hercege (1679–1729) volt. Apai nagyapja, V. Károly lotaringiai herceg (1643–1690), császári tábornagy, a törökellenes háborúk hírneves hadvezére volt, döntő szerepet vitt Bécs 1683-as felmentésében és Buda 1686-s visszavívásában is. Apai nagyanyja Habsburg Eleonóra Mária Jozefa főhercegnő (1653–1697) volt, III. Ferdinánd császár leánya.
Édesanyja Erzsébet Sarolta orléans-i hercegnő (1676–1744) volt, Lipót herceg felesége, I. Fülöp orléans-i hercegnek (1640–1701), XIV. Lajos francia király öccsének és Erzsébet Sarolta (Liselotte) pfalzi hercegnőnek leánya. Anyját, Orléans-i Erzsébet Saroltát unokabátyja, XV. Lajos király 1736-ban elismerte Commercy szuverén uralkodó hercegnőjének. 13 gyermekük sorában Erzsébet Terézia tizenegyedikként született: 
1. Lipót (1699–1700), kisgyermekként meghalt.
2. Erzsébet Sarolta (1700–1711), gyermekként meghalt.
3. Lujza Krisztina (*/† 1701), születésekor meghalt.
4. Mária Gabriella Sarolta (1702–1711), kisgyermekként meghalt.
5. Lajos (1704–1781), Lotaringia grófja, aki 1730-ban Henrietta gehringi grófnőt vette feleségül.
6. Jozefa Gabriella (1705–1708), kisgyermekként meghalt.
7. Gabriella Lujza (1706–1710), kisgyermekként meghalt.
8. Lipót Kelemen (Clemens) Károly (1707–1723), fiatalon meghalt.
9. Ferenc István herceg (1708–1765), 1729–1737 között Lotaringia és Bar hercege, 1737–1765 között Toszkána nagyhercege, 1745-től I. Ferenc néven német-római császár, aki 1736-ban feleségül vette Mária Terézia osztrák uralkodó főhercegnőt, magyar és cseh királynőt, vele megalapította a Habsburg–Lotaringiai-házat.
10. Eleonóra (*/† 1710), születésekor meghalt.
11. Erzsébet Terézia hercegnő (1711–1741), 1737-től szárd–piemonti királyné.
12. Károly Sándor Emánuel herceg (1712–1780), császári-királyi tábornagy, Németalföld Habsburg főkormányzója, aki 1744-ben Mária Anna osztrák főhercegnőt (1718–1744), Mária Terézia húgát vette feleségül.
13. Anna Sarolta (1714–1773), apátnő Remiremont-ban, Mons-ban és Essenben.

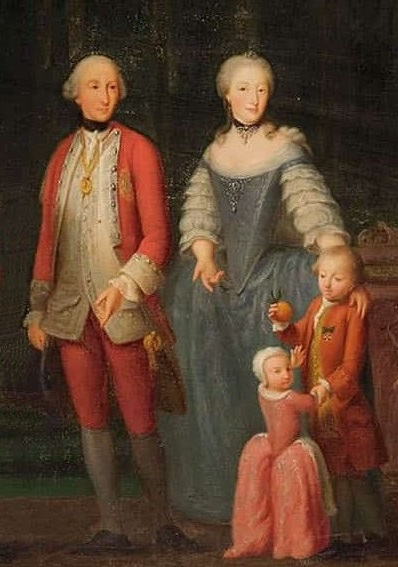
Erzsébet Terézia három gyermekével

### Házassága, gyermekei
1737. április 1-jén Torinóban feleségül ment nagybátyjához, a Savoyai-házból való, 1735-ben másodszor is megözvegyült III. Károly Emánuel szárd–piemonti királyhoz (1701–1773), II. Viktor Amadé szárd–piemonti királynak (II. Viktor Amadé néven savoyai hercegnek, 1634–1675) és Anna Mária orléans-i hercegnőnek (1666–1728) fiához. Férje, III. Károly Emánuel egyben Savoya uralkodó hercege is volt.
Három gyermekük született, de közülük csak a legkisebb maradt életben:
- Károly Ferenc (Carlo Francesco, 1738–1745), Aosta hercege, gyermekkorban meghalt.
- Viktória Margit (Vittoria Margharita, 1740–1742), Szardínia hercegnője, kisgyermekként meghalt.
- Benedek Mária (Benedetto Maria, 1741–1808), Chablais hercege, majd 1796-tól Ivrea (franciául: Ivrée) márkija, aki 1775-ben feleségül vette saját unokahúgát, Savoyai Mária Anna szárd királyi hercegnőt (1757–1824), III. Viktor Amadé savoyai herceg leányát.

Erzsébet Terézia királyné 1741-ben, mindössze 29 évesen halt meg, röviddel harmadik gyermekének születése után, gyermekágyban. Először a torinói Keresztelő Szent János székesegyházban (Cattedrale di San Giovanni Battista) temették el, majd 1786-ban a szárd–piemonti királyok újonnan felépült nyughelyére, a Superga bazilika (Basilica di Superga) kriptájába vitték át.